# Deroceras planarioides
Deroceras planarioides is een slakkensoort uit de familie van de Agriolimacidae. De wetenschappelijke naam van de soort is voor het eerst geldig gepubliceerd in 1910 door Simroth.